# Philidris
Philidris is een geslacht van mieren uit de onderfamilie van de Dolichoderinae.

## Soorten
- P. brunnea (Donisthorpe, 1949)
- P. cordata (Smith, F., 1859)
- P. cruda (Smith, F., 1860)
- P. jiugongshanensis Wang, W. & Wu, 2007
- P. laevigata (Emery, 1895)
- P. myrmecodiae (Emery, 1887)
- P. nagasau (Mann, 1921)
- P. notiala Zhou & Zheng, 1998
- P. pubescens (Donisthorpe, 1949)